# Евреи в Бразилии
В настоящее время в Бразилии проживает около 150000 евреев, как ашкеназского, так и сефардского происхождения. Евреи Бразилии хорошо интегрированы в общественную и экономическую жизнь страны.

## История евреев в Бразилии в XVI-XVIII веках

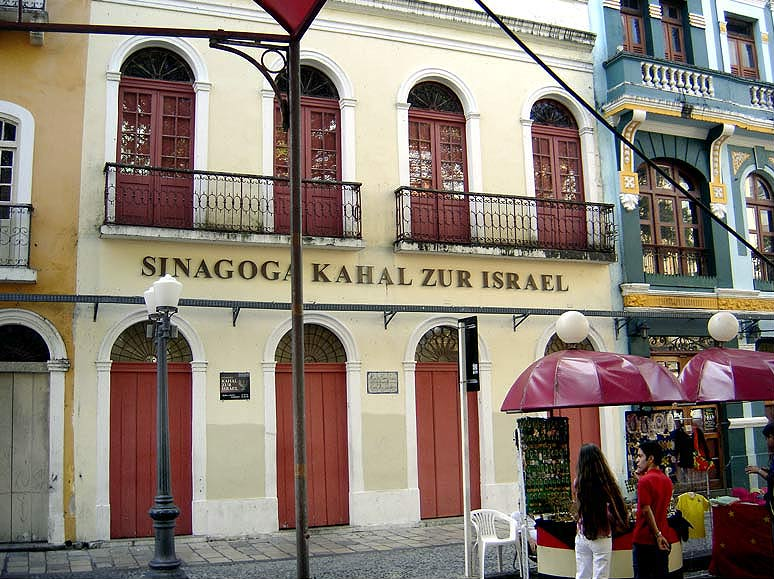
Синагога Кахаль-Цур в Ресифи. Основана в 1636 году. Закрыта в 1655 году. Восстановлена и открыта вновь в 2002 году.

История еврейского населения в Бразилии началась с самых первых лет европейской колонизации Южной Америки.
Первый евреем, попавшим в Бразилию, был некий Гашпар да Гама, который был насильно крещён при рождении и находился на корабле Алвареша Кабрала, открывшего Бразилию в 1500 году.
В 1624 году в Бразилии проживало уже 50000 евреев, большинство из них были крещёные евреи — «новые христиане», многие из которых тайно продолжали исповедовать иудаизм..
В 1624 году северо-восточное побережье Бразилии захватывают голландцы. В голландскую Бразилию, где существовала свобода вероисповедания, перебираются многие евреи. В 1636 году они построили в городе Ресифи самую старую синагогу на американском континенте — «Кахаль-Цур». В голландской Бразилии проживало около 1500 евреев, они составляли около половины её населения. Евреи занимались выращиванием сахарного тростника и работорговлей.
Существуют данные о ещё одной группе евреев, которая, спасаясь от инквизиции, направилась в район современного Сан-Паулу и исчезла. Позже в этом районе были обнаружены индейские племена, которые имели традицию зажигать свечи по вечерам в пятницу и не ели свинины.
После изгнания голландцев из Бразилии в 1654 году, евреям, жившим в голландских колониях, также пришлось её покинуть. Они отправились в другие голландские колонии — Кюрасао и Новый Амстердам. Многие евреи, которые не смогли уехать, были убиты или обращены португальцами в христианство. Однако часть из них продолжала тайно исповедовать иудаизм, часть из этих евреев работала ковбоями на ранчо в глубине страны вдалеке от португальских властей. В 1655 году синагога «Кахаль-Цур» в Ресифи была закрыта португальцами, вновь она была открыта только в 2002 году.

## Еврейская иммиграция в XIX-XX  веках
В 1773 году в Португальской империи были отменены дискриминационные законы против евреев, и евреи вновь начали иммигрировать в Бразилию. В 1824 году, после получения Бразилией независимости, еврейская иммиграция усилилась. Множество марокканских евреев прибыло в XIX веке прежде всего из-за бума, связанного с производством резины. Первая синагога в Белеме была основана ими в 1824 году.
В 1890-х годах европейские евреи начали обсуждать возможность создания сельскохозяйственных поселений в Бразилии. Сперва этот план не сработал из-за внутриполитических бразильских проблем. В 1904 году в южном бразильском штате Риу-Гранди-ду-Сул началась сельскохозяйственная еврейская колонизация, поддерживаемая Еврейской Колонизационной Ассоциацией (ЕКА). Основной целью ЕКА при создании этих колоний было переселение сюда евреев из Российской Империи, где они подвергались притеснениям. Среди этих колоний была колония Филипсон (1904) и Куатру-Ирмауш (1912). Однако эти попытки колонизации провалились из-за недостаточного опыта, плохого финансирования и планирования, а также административных проблем, плохого состояния сельскохозяйственной инфраструктуры и конкуренции со стороны городских рабочих мест. Большинство евреев из этих колоний перебралось в города, а земли в колониях были сданы в аренду нееврейскому населению.
Ко времени Первой мировой войны в Бразилии проживало 7000 евреев. В 1910 году в Порту-Алегри, столице Риу-Гранди-ду-Сул, была открыта еврейская школа, а с 1915 года стала выходить газета на идише «Di Menshhayt» («Гумманость»).
Следующая волна еврейской иммиграции была связана с приходом к власти нацистов в Европе, однако беженцы из Европы столкнулись с нежеланием Бразилии выдавать им визы. Тем не менее в 1920-1930-х годах в Бразилию, несмотря на ужесточённую в 1930-х годах иммиграционную политику, иммигрировало около 37000 европейских евреев. В 1950-х года в связи с обострением отношений между арабскими странами и Израилем, в Бразилию прибыло три тысячи североафриканских евреев.

## Современная еврейская община в Бразилии

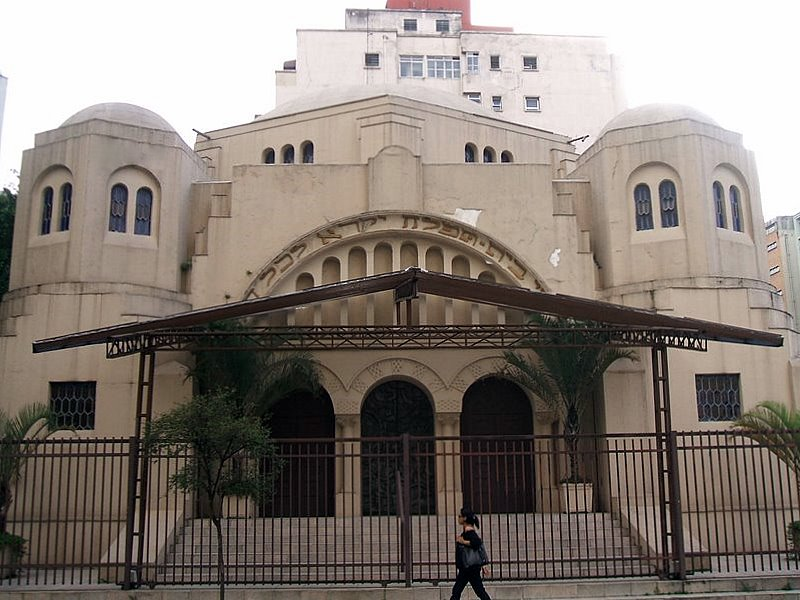
Синагога Бейт-Эль в Сан-Паулу

В настоящее время в Бразилии проживает около 150000 евреев (около 0,1 % от населения страны). Большинство бразильских евреев состоит из евреев-ашкеназов польского и германского происхождения, а также из евреев-сефардов, испанского, португальского и североафриканского происхождения, среди последних много египетских евреев. 
Евреи в Бразилии играют активную роль в политике, спорте, науке, торговле и промышленности и в целом хорошо интегрированы во все сферы бразильской жизни. Большинство евреев проживает в штате Сан-Паулу (75000 человек), но также имеются значительные общины в Рио-де-Жанейро, Риу-Гранди-ду-Сул, Минас-Жерайсе и в Паране.
Евреи активно участвуют в политической жизни страны. В 1994 году Хаим Лернер был избран губернатором крупного штата Парана, он стал первым губернатором-евреем. Евреи также служили на министерских постах.
В стране имеется 6 еврейских школ, около 40 синагог и несколько кошерных супермаркетов. В Рио-де-Жанейро есть музей еврейской истории.
Среди евреев Бразилии высок уровень межнациональных браков — он достигает 60 % (больше чем в США). Около 8000 бразильских евреев иммигрировало в Израиль с 1948 года.